# Équipe des Pays-Bas de beach soccer
L'équipe des Pays-Bas de beach soccer est la sélection nationale des meilleurs joueurs néerlandais de beach soccer sous l'égide de la Fédération des Pays-Bas de football (KNVB).

## Histoire
Début 2012, Edgar Davids rejoint la sélection de beach soccer après avoir porté plus de 70 fois le maillot orange sur herbe.
Les Pays-Bas jouent leur première Coupe du monde FIFA lors de l'édition 2013. En progrès constants depuis plusieurs années, les Oranje n'ont pas ménagé leurs efforts pour forcer les portes de la phase finale. À défaut de s'appuyer sur un passé prestigieux, les Néerlandais font alors preuve d'une détermination à toute épreuve pour se tirer d'un groupe relevé, où figuraient également la Russie, la Biélorussie et la France. Les Pays-Bas commencent leur parcours par une victoire aux tirs au but devant la France, ils concèdent ensuite une courte défaite (2-1) à la Russie, avant d'arracher leur qualification pour Tahiti 2013 au terme d'une rencontre extrêmement tendue face au Belarus.
Cette qualification vient récompenser les investissements réalisés par les autorités néerlandaises dans le beach soccer. On recense à ce moment près de 10 000 licenciés aux Pays-Bas, ce qui profite évidemment à l'équipe nationale. Depuis la qualification en juillet 2011, le sélectionneur Niels Kokmeijer impose à ses joueurs une préparation très rigoureuse. Fidèle à la tradition néerlandaise, cette équipe brille surtout par sa qualité technique. Toutefois, les Oranje ont aussi su faire preuve de flexibilité, en adaptant leur stratégie en fonction de l'adversaire.
Tombé dans le groupe C composé de l'Argentine, du Salvador et des îles Salomon, les Pays-Bas arrivent à Tahiti pour prendre de l'expérience. Lors du premier match face aux salomonais, les Océaniens doivent attendre le dernier tiers-temps pour décrocher la victoire. Au coup d'envoi du dernier tiers-temps, le tableau d'affichage n'avait toujours pas eu l'occasion de s'animer. Entre la maladresse des joueurs de champ et la solidité des gardiens, les seuls frissons sont dus à une frappe sur la barre du capitaine néerlandais Patrick Ax, et une autre de son coéquipier Charlie Van Den Ouweland qui connaît le même sort. Côté salomonais, encore moins d'occasions, si ce n'est un tir dégagé sur la ligne batave. Mais l'expérience est du côté des insulaires et ils font la différence dans le troisième acte. Joe Luwi s'en charge de manière peu académique, un rebond trompant le pauvre gardien Frank Van Der Geerst. À trois minutes du terme, une tête bien ajustée de Nicholas Muri tue définitivement le suspense (2-0). La deuxième manche contre le Salvador voit les deux équipes décider de ne pas se livrer dans les premiers instants de la partie. Les spectateurs n’ont pas grand-chose à se mettre sous la dent jusqu’à la sixième minute qui débouche sur trois réalisations, un score de 2-1 et une mainmise salvadorienne. Un but dans le second tiers-temps et deux dans le dernier viennent sceller le destin néerlandais. Déjà assurée de la première place du Groupe C, l'Argentine n'a rien à craindre de son match face aux Pays-Bas, déjà éliminés. Après avoir copieusement dominé leurs adversaires, les Sud-Américains les ont vus revenir, et même s'imposer aux tirs au but. Difficile pourtant d'imaginer un tel scénario à la fin du premier tiers-temps. L'expérience sud-américaine prend largement le pas sur l'envie de bien faire des Néerlandais. Un lourd (4-0) à la pause laisse imaginer une démonstration albiceleste. Le deuxième acte ne fait que confirmer la tendance, même si les Européens ont trouvé enfin le chemin des filets (5-2). Néanmoins, les Oranje marquent à trois reprises et réussissent à arracher la prolongation (5-5). Rien n'y sera marqué et le vainqueur doit se décider aux tirs au but. Ezequiel Hilaire manque la quatrième tentative argentine pour offrir la victoire à des Néerlandais fous de joie, qui quittent leur première Coupe du monde avec le sourire (5-5, tab 4-3).

## Palmarès
- Coupe du monde
  - 1er tour en 1995 et 2013

- Copa das Nações
  - 3e en janvier 2013

- Euro Beach Soccer League
  - Finaliste en 2008

## Effectif
| N° | Nom                      | Date de naissance | Poste     | Club         | Taille |
| -- | ------------------------ | ----------------- | --------- | ------------ | ------ |
| 1  | Frank Van der Geest      | 30 avril 1973     | Gardien   | BS Rotterdam | 1,93 m |
| 2  | Roel Liefden             | 19 février 1967   | Défenseur | BS Rotterdam | 1,74 m |
| 3  | Diego Liefden            | 19 mai 1990       | Défenseur | BS Rotterdam | 1,81 m |
| 4  | Edwin Van Rooijen        | 3 février 1980    | Défenseur | Augustin BDU | 1,85 m |
| 5  | René Van Dieren          | 12 mars 1981      | Défenseur | BS Rotterdam | 1,80 m |
| 6  | Dilshan Fong-Tin-Joen    | 25 novembre 1983  | Ailier    | BS Rotterdam | 1,75 m |
| 7  | Patrick Ax               | 1er décembre 1979 | Pivot     | Augustin BDU | 1,80 m |
| 8  | Jeffrey Klijbroek        | 5 octobre 1990    | Ailier    | BS Egmond    | 1,85 m |
| 9  | Ferdy Kaleveld           | 14 novembre 1982  | Pivot     | Augustin BDU | 1,80 m |
| 10 | Matthijs Van Gessel      | 13 novembre 1989  | Ailier    | Augustin BDU | 1,76 m |
| 11 | Charlie Van Den Ouweland | 1er octobre 1981  | Ailier    | Augustin BDU | 1,73 m |
| 12 | Reijer Ran               | 9 avril 1978      | Gardien   | BS Rotterdam | 1,83 m |

## L'encadrement
- Chef de délégation :  Sonja Dellink
- Entraîneur-sélectionneur :  Niels Kokmeijer
- Entraîneur des gardiens de but :  Stefan Swillens